# Oranjevla
Oranjevla is een vla met sinaasappelsmaak die in Nederland alleen verkrijgbaar is rondom nationale feestdagen of andere gebeurtenissen met een nationaal karakter, zoals Koningsdag, het EK of WK Voetbal (indien Nederland deelneemt) en rond bijzondere gebeurtenissen uit het koningshuis (bijvoorbeeld het huwelijk tussen Willem-Alexander en Maxima).
Sinds de jaren 90 produceert Campina Oranjevla voorafgaand aan Koningsdag, maar bij EK en WK ook in de maand juni. Oranjevla is jaarlijks erg populair bij de Nederlandse consument. Veelal komt dan ook het verzoek binnen om oranjevla het hele jaar door te verkopen onder de naam Sinaasappelvla. Tot nu toe heeft de producent daaraan geen gehoor gegeven.